# Убити пересмішника (фільм)
«Убити пересмішника» — художній фільм 1962 року, від режисера Роберта Маллігана, відзнятого за однойменним романом Гарпер Лі. 2007 року стрічка опинилась на 25-й сходинці рейтингу 100 найкращих фільмів за історію кінематографа США Американського інституту кіномистецтва, а у 2008 році, тією ж установою, фільм визнано найкращою Американською «правовою» драмою всіх часів. На 1 березня 2024 року фільм посідав 114-ту позицію у списку 250 кращих фільмів за версією IMDb.
Український переклад зробила студія Омікрон на замовлення Гуртом.

## Сюжет
Дія відбувається у вигаданому містечку Мейкомб штату Алабама. Аттікус Фінч — юрист-вдівець, виховує двох дітей. Суддя віддає йому захист у суді присяжних темношкірого Робінсона, звинуваченого у зґвалтуванні білої дівчини.
Окрім теми расових проблем на півдні, це розповідь про те, як двоє дітей зі світу фантазій ступають перші кроки в зовсім інший світ — підлітків, де формуються такі поняття, як відповідальність, справедливість і співчуття на противагу соціальній та расовій нерівності.

## У ролях
- Грегорі Пек — Аттікус Фінч
- Мері Бедхем — Джин Луїза Фінч
- Філліп Елфорд — Джеремі Аттікус «Джем» Фінч
- Джон Менья — Чарльз Баркер «Ділл» Гарріс
- Френк Овертон — шериф Гек Тейт
- Брок Пітерс — Том Робінсон
- Джеймс К. Андерсон — Роберт Лі «Боб» Юелл
- Роберт Дюваль — Артур «Опудало» Редлі
- Кім Стенлі — доросла Джин Фінч (голос за кадром)
- Вільям Віндом — містер Гілмер, окружний прокурор
- Рут Уайт — місис Дюбоз
- Еліс Гостлі — тітка Стефані Кроуфорд
- Річард Хейл — Натан Редлі

## Нагороди
- Премія «Оскар» за найкращу чоловічу роль (Грегорі Пек)
- Премія «Оскар» за найкращу роботу художника — ч/б фільм
- Премія «Оскар» за найкращий адаптований сценарій (Гортон Фут)
- Премія «Золотий глобус» за найкращу чоловічу роль (драма) — (Грегорі Пек)

Американський інститут кіномистецтва
- 100 найкращих американських фільмів за 100 років за версією AFI — № 34
- 10 найкращих американських фільмів у 10 класичних жанрах за версією AFI — № 1, жанр — 10 найкращих судових драм
- Найкраща музика в американських фільмах за 100 років за версією AFI — № 17